# Severinovca
Severinovca (in russo Севериновка)  è un comune della Moldavia controllato dalla autoproclamata repubblica di Transnistria. È compreso nel distretto di Camenca ed ha 799 abitanti al censimento del 2004